# Santa Rosalía, Tapachula
Santa Rosalía är en ort i Mexiko.   Den ligger i kommunen Tapachula och delstaten Chiapas, i den sydöstra delen av landet, 900 km sydost om huvudstaden Mexico City. Santa Rosalía ligger 969 meter över havet och antalet invånare är 291.
Terrängen runt Santa Rosalía är kuperad åt sydväst, men åt nordost är den bergig. Runt Santa Rosalía är det ganska tätbefolkat, med 179 invånare per kvadratkilometer. Närmaste större samhälle är Cacahoatán, 19,8 km sydost om Santa Rosalía. I omgivningarna runt Santa Rosalía växer i huvudsak städsegrön lövskog.